# Meridiana Resisteix
Meridiana Resisteix és una acció política iniciada el 14 d'octubre de 2019 a Avinguda Meridiana de Barcelona, com a resposta i protesta contra la sentència del Procés. L'assemblea organitzadora consta de dos grups, un d'ells "el ràpid" dedicat a tasques urgents per sorprendre en actuacions dels Mossos d'Esquadra i la Guàrdia Urbana, i un altre grup format per persones més grans que "fa visible" la protesta caminant per la vorera de l'Avinguda Meridiana. Aquesta acció que es convoca diàriament consisteix a creuar molt a poc a poc i de forma repetida el semàfor de la cruïlla amb Passeig de Fabra i Puig, però degut al centenar d'assistents que sol acudir a l'acció acaba succeint que no dona temps entre semàfor verd i vermell a creuar tothom i s'ocasiona llavors el col·lapse de la circulació i l'impacte de la protesta. L'acció recorda a les marxes de circulació lenta que també shan dut a terme en vagues generals i protestes socials arreu del món, per exemple per part dels manifestants de Hong Kong l'any 2019.
La protesta ha patit diversos intents de prohibició o de trasllat a zones menys conflictives per la circulació, per part tant de grups d'extrema dreta com també per autoritats polítiques locals, que han obligat a l'organització de Meridiana Resisteix a convocar formalment la protesta al Departament d'Interior i emparar-se en el dret de manifestació. L'acció de protesta ha hagut de patir també identificacions, càrregues policials de BRIMO i ARRO, i detencions.

## Inici (octubre 2019-març 2020)
El 14 de desembre de 2019, el dia en el qual es compliren dos mesos dels talls de protesta, el conductor d'un autocar estigué a punt d'atropellar als manifestants. Enutjat per l'acte, el conductor intentà obrir-se pas i continuar el seu trajecte envestint poc a poc a la multitud present. Els Mossos d'Esquadra intervingueren exigint la marxa enrere del vehicle però no practicà cap identificació ni detenció a l'agressor.
Pocs dies després, durant la vesprada del 24 de desembre, el conductor d'un vehicle va atropellar a una de les manifestants quan va envestir els concentrats a gran velocitat. Tant bon punt succeí l'atropellament, amb resultat de ferides per contusió, la Guàrdia Urbana de Barcelona tramità diligències de l'agressió però, poc després, les traslladà al cos de Mossos d'Esquadra ja que el cas anava més enllà d'un accident de trànsit. El dia 26 de desembre, el cos de la policia catalana notificà que s'havia identificat al conductor del cotxe Fiat de color blanc i que la víctima havia presentat denúncia, fet que comportà l'obertura d'un expedient d'investigació per localitzar el conductor i procedir a la seva possible detenció. Malgrat l'atropellament, en aquell 72è dia de protesta, es cantaren nadales amb la lletra canviada i es realitzà una cassolada durant el discurs del rei Felip VI d'Espanya.
Pel divendres 10 de gener de 2020, s'avançà l'hora de l'esdeveniment a dos quarts de set davant l'augment d'assistència en resposta a l'amenaça de boicot d'una plataforma anomenada "Catalans per Espanya", formada per grups d'extrema dreta com Somatemps i Timbalers del Bruc, prevista pels dies 10, 20 i 30 de gener. Si bé Meridiana Resisteix tenia l'autorització administrativa per a manifestar-se i els talls presentaven un «ambient distès i tranquil», l'entitat no volgué generar alarmisme malgrat que observava la convocatòria amb certa preocupació. Amb anterioritat, al mes de desembre passat, ja hi hagué un intent de contramanifestació ultraespanyolista però quedà frustrada en assabentar-se que el tall comptava amb permís legal. Segons l'Ajuntament de Barcelona, l'autorització es tramità a través de l'Assemblea Nacional Catalana fins al 13 de desembre però, el tinent d'alcalde de Seguretat del consistori, Albert Batlle, puntualitzà posteriorment que l'entitat sobiranista traslladà directament al Departament d'Interior de la Generalitat de Catalunya la voluntat d'estendre'l fins a finals de febrer del 2020. La petició que fou acceptada fins al 28 de febrer.
El 7 de febrer, les entitats espanyolistes Impuls Ciutadà i S'ha acabat encetaren una campanya de recollida de signatures, sota el títol «Meridiana, Via Lliure», per sol·licitar a la conselleria d'Interior de la Generalitat de Catalunya i a l'Ajuntament de Barcelona el trasllat de l'acte. Segons el seu punt de vista, «donada la reiteració de les concentracions, l'escàs nombre d'assistents i la alteració de l'ordre públic que originen» s'escau moure la convocatòria de les protestes «a espais confrontants».

## Represa (maig 2020-actualitat)

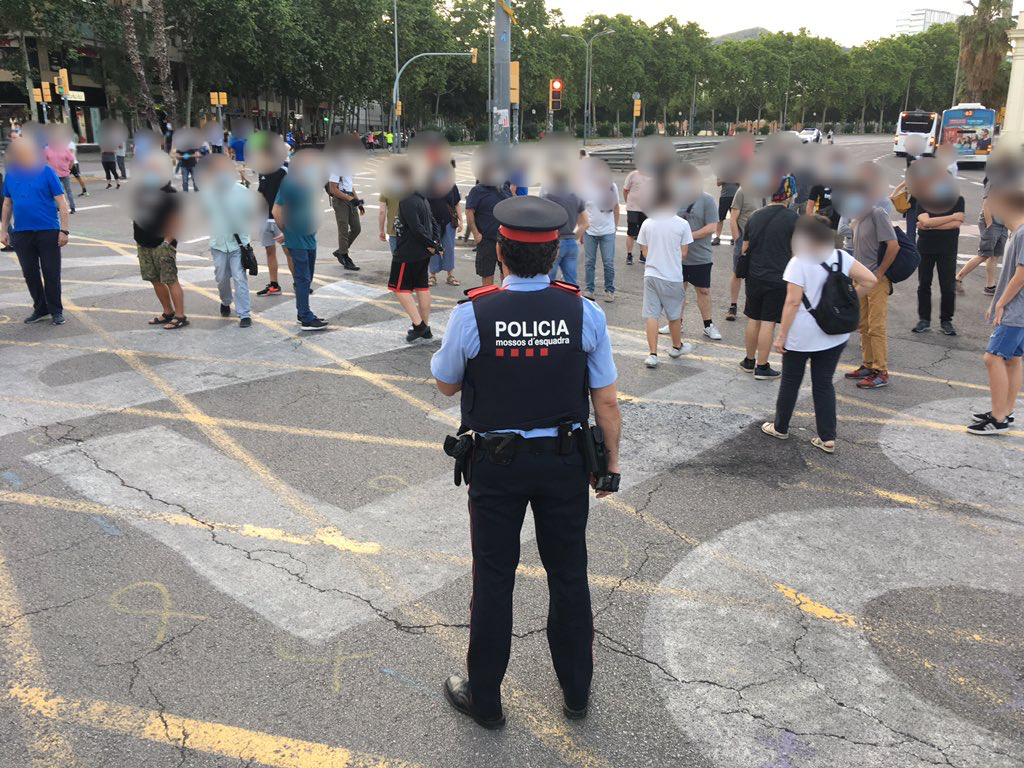
Represa dels talls de circulació de 22 de maig de 2020, un cop finalitzat l'estat d'alarma per la COVID-19.

El 22 de maig, després de dos mesos d'interrupció per la pandèmia per coronavirus de 2019-2020, es reprengueren les protestes contra la sentència del judici al procés independentista català amb el tall de l'avinguda de la Meridiana. Diverses entitats i partits feren una crida a concentrar-se davant de l'estació de Sant Andreu Arenal sota el lema «La vida abans que el capital», convocatòria a la que respongueren unes cinquanta persones. Al comunicat es destacà que «a Meridiana volem fer-la grossa! Avui fem 70 dies de confinament i l'esperit de la protesta ens empeny a persistir» i recordà a tots els assistents que «cal enregistrar tota forma de violència per autodefensa».
El 29 de maig, en un dia de pluja, una cinquantena de persones assistiren al tall, moltes d'elles equipades amb paraigües. Aquell dia no succeïren incidents destacables, ja que la protesta es dissolgué vint minuts després d'iniciar-se, després que la policia advertís als concentrats que la protesta mancava de comunicació a l'Administració i que, per tant, s'exposaven a ser denunciats.
El 5 de juny, en el 155è dia de tall, sis joves foren identificats i denunciats per desobediència i falta de respecte, segons Mossos d'Esquadra. Un cop els manifestants tallaren la via, la policia els avisà per megafonia. Aleshores s'anaren retirant excepte un grup que es concentrà a la calçada de l'avinguda de Rio de Janeiro. En aquell punt, els agents de policia repetiren el procediment d'avisos per megafonia i quedà un grup irredempt que acabà identificat. La Candidatura d'Unitat Popular (CUP) i el Comitè de Defensa de la República (CDR) del districte de Sant Andreu criticaren el desplegament policíac per twitter, així com asseguraren que entre les persones denunciades hi hagué un menor d'edat i un periodista degudament identificat.
El 12 de juny se seguí realitzant la protesta però cada vegada es podia percebre un nivell major de tensió amb la policia, ja que des de la represa del 22 de maig els talls deixaren de tenir caràcter legal. En aquest sentit, cada dia el número d'antiavalots creixia i l'esquema de divisió generacional dels manifestants es repetia. Per una banda, els més joves realitzaren el tall i agents de 6 furgons els dispersà, tot succeint-se les corredisses, els microtalls i els intents d'identificacions. Una d'elles que sí que es realitzà fou la d'un petit grup que quedà encapsulat a Meridiana amb carrer de València. Per l'altra banda, els més sèniors es quedaren a banda i banda del punt de convocatòria esperant i conversant sota la mirada de patrulles de seguretat de Mossos d'Esquadra i Guàrdia Urbana de Barcelona.
El 17 de juny es va seguir tallant la circulació del trànsit malgrat que una entitat ultraespanyolista donava la protesta per morta. En aquella ocasió, agents de l'ARRO dels Mossos d'Esquadra realitzaren per megafonia tres avisos d'advertència i, posteriorment, intervingueren a peu tot provocant la sortida en corredissa dels manifestants per la Rambla de Fabra i Puig. Aquell mateix dia, la fiscalia envià un requeriment judicial al conseller d'Interior de la Generalitat de Catalunya, Miquel Buch, a instàncies de la denúncia interposada per Ciutadans. El contingut del requeriment interrogà al conseller sobre els tràmits realitzats durant els mesos en què la protesta es comunicava prèviament a través de l'Assemblea Nacional Catalana (ANC) i, per tant, es considerava manifestació legal. Aquest lapse temporal comprèn del 6 de desembre de 2019 a la meitat de març de 2020, data en la qual es deixà el tall en suspensió pel culpa del confinament per la pandèmia de COVID-19. D'aleshores ençà, el cos de Mossos d'Esquadra tractà la protesta com un problema d'ordre públic.
El 23 de novembre es produí una nova agressió quan un individu, que s'identificà com a agent de la Policia espanyola i que posteriorment els manifestants asseguraren que es tractava d'un agent fora de servei de la Guàrdia Urbana de Barcelona, s'encarà amb la protesta. En un moment determinat donà una empenta a una dona i li causà un trau al cap. El cos de Mossos d'Esquadra obrí una investigació per a esclarir l'autoria de les lesions. L'Ajuntament de Barcelona, després que fos consultat per la premsa, negà tenir cap coneixement que l'agressor fos treballador del cos municipal. Dos dies després, el 25 de novembre, un nou incident succeí quan dos homes agrediren a cops de puny i puntades de peu als presents. Mossos d'Esquadra intervingué per a separar i identificar els implicats d'ambdues parts. Els manifestants anunciaren que dos dels seus companys havien resultat ferits lleus, un d'ells traslladat a l'hospital, després de la permissivitat de la policia en la batussa. No s'obrí una investigació de forma immediata perquè el cos policial esperà la interposició d'una denúncia per part dels afectats.
El 9 de desembre, la mobilització va coincidir amb un grup contrari anomenat "Meridiana Sin Cortes" que expressà que havien «aguantat amb resignació més de 275 talls de trànsit que posen en perill la convivència de la zona» i que, suposadament, generaven un impacte negatiu en el comerç i la mobilitat del barri. Dies després, el 21 de desembre, s'hi aplegaren vora 150 detractors ultraespanyolistes, entre els quals Julia Moreno, presidenta de l'entitat juvenil S'ha Acabat, la qual llegí un manifest al final de l'acte. La contramanifestació proferí crits en castellà com «Arriba España!» o «Menos cortar, más trabajar» contra els 200 assistents independentistes.
El 23 de desembre, l'alcaldessa de Barcelona, Ada Colau, exposà que desitjaria posar fi als talls convocat a l'avinguda de la Meridiana, després que el regidor de l'Ajuntament de Barcelona i líder del Partit Popular a la ciutat, Josep Bou, l'interpel·lés al respecte en una sessió del plenari. Així mateix, la batllessa assenyalà com a responsable de l'afectació de mobilitat a la Conselleria d'Interior de la Generalitat de Catalunya i, en particular, al seu màxim càrrec, Miquel Buch, per no voler «buscar una sortida raonable» a la situació. Així mateix, en un informe intern del consistori s'avaluà el cost de la protesta en 340.000 euros, que són els diners de despesa pública destinats a reforçar la Guàrdia Urbana de Barcelona, concretament, «4 patrulles de forma habitual».
El 10 de gener de 2021, en un context de precampanya electoral al Parlament de Catalunya, es generaren tensions després que el partit espanyolista d'extrema dreta Vox hagués instal·lat una parada informativa a la sortida de l'estació de Fabra i Puig. Al llarg de la tarda, diverses persones es varen queixar per xarxes socials que els agents de policia només havien aturat i identificat a manifestants antifeixistes. A més a més, en el tall de l'endemà, el polític conservador Josep Bou fou identificat pels Mossos d'Esquadra després que s'encarés als manifestants i denunciés públicament que cada dia «10 o 15 manifestants perjudiquen Barcelona» amb els talls i que els agents del cos de policia «hi confraternitzen».
El 20 de gener de 2021, el grup municipal del PSC presentà una proposició a la comissió de Presidència, Drets de Ciutadania, Participació, Seguretat i Prevenció de l'Ajuntament de Barcelona per a urgir a la conselleria d'Interior de la Generalitat de Catalunya a «trobar una altra solució» a les protestes i que prengués «les decisions necessàries per a conciliar el dret a manifestació amb altres drets dels veïns i veïnes de la ciutat». La proposta tingué contingut de declaració institucional i fou recolzada, a més a més, pels grups municipals de BComú, Cs, PP i BCanvi. En aquest sentit, el tinent d'alcalde de Seguretat, Albert Batlle, manifestà que amb els talls de protesta i rebuig a la sentència del judici al procés independentista català «ja s'han passat totes les línies vermelles» perquè han provocat «nous conflictes de convivència». Aquella mateixa vesprada, com cada dia, més de cinquanta assistents feren acte de presència al tall, criticaren la demanda municipal i apel·laren a continuar exercint «un dret fonamental: el de la protesta». Els manifestants també expressaren la seva voluntat de continuar amb la protesta «fins que els presos siguin alliberats» si, finalment, el govern de la Generalitat de Catalunya desautoritza la mobilització política.
El 28 de gener, i arran d'una petició feta per l'Assemblea Nacional Catalana, la Junta Electoral Provincial de Barcelona emeté un comunicat en el que expressava que, durant el termini de campanya a les eleccions al Parlament de Catalunya de 2021, no estarien permesos els actes de suport «als presos polítics i exiliats». Si bé els talls de la Meridiana quedaren fora de la cobertura de la junta electoral, nombrosos assistents seguiren concentrant-s'hi, incloent la presència de la presidenta de l'ANC Elisenda Paluzie. El 9 de febrer, i davant de la junta electoral provincial, el partit Ciutadans presentà una denúncia contra l'ANC «per intentar acabar amb les mobilitzacions i amb l'Assemblea», segons el parer de l'organització independentista, la que només disposà d'una hora per a presentar al·legacions en contra. Val a dir que l'ANC és l'entitat que notificava els talls a la Conselleria d'Interior de la Generalitat de Catalunya per tal de legalitzar-los i evitar càrregues policials.
El 24 d'abril, un col·lectiu anomenat Meridiana Sin Cortes contraprogramà la tradicional concentració, amb una marxa lenta de vehicles. Aquesta acció de rebuig adquirí permís administratiu i, tot que estigué prevista fins al 27 d'abril, foren pocs els cotxes que hi assistiren, malgrat que la secció barcelonina de Vox en fes una crida per llista interna. Un dels moments de major tensió entre manifestants es produí quan dos nazis increparen els assistents amb la salutació romana i crits en castellà de «Viva Franco» i «Viva Hitler» ("Visca Franco" i "Visca Hitler", respectivament).
El 17 de maig, la presidenta i el vicepresident de l'ANC, Elisenda Paluzie i David Fernàndez, concorregueren en roda de premsa després de la vista judicial a la sala contenciosa del Tribunal Superior de Justícia de Catalunya (TSJC), a la qual Fernàndez fou requerit com a comunicador de les concentracions. Paluzie manifestà que els talls «no defensen ni fan propaganda de cap partit polític i són manifestacions pel dret fonamental». Per la seva banda, Fernàndez exposà que «el procediment pel qual s'hauria d'haver resolt la primera prohibició de la Junta Electoral era un procediment d'urgència que s'ha volgut canviar per un procediment estàndard, la qual cosa és absolutament irregular». Per tot això, expressà que «nosaltres estem i estarem constantment amb la defensa d'aquests drets i anirem a per totes». Finalment, la coordinadora de la comissió jurídica de l'ANC Jordina Sonet, recalcà que «la Junta tan sols té potestat per prohibir reunions destinades a la captació de vots, i cap de les reunions que hem organitzat va destinada a la captació de vots».

## Condemnes
El 19 d'octubre de 2019, en una intervenció policíaca contra els manifestants, un jove anomenat Marcel fou detingut acusat d'haver fet caure a terra a un caporal dels Mossos d'Esquadra per tal d'impedir una detenció a un tercer. La causa, sotmesa el 2 de març de 2021 al Jutjat d'instrucció de Barcelona número 1, comptà amb l'acusació del Ministeri fiscal i de la Generalitat de Catalunya per atemptat i lesions a l'agent, les quals consistiren en una contusió al dit segons declarà el propi policia. A l'encausat, menor d'edat i militant d'Arran, la fiscalia li demanà per aquests fets dos anys de presó, 1.080 euros de multa i 1.350 euros d'indemnització a l'agent. Addicionalment, la Generalitat de Catalunya li reclamà 6 mesos de presó, 720 euros de multa i una indemnització de 4.609 euros per la lesió. Alerta Solidària anuncià que el diferencial entre indemnitzacions rau, segons el criteri de l'administració autonòmica catalana, en la persistència ocasional de dolor al dit. Finalment, el 15 d'abril de 2021, el Jutjat penal de Barcelona número 16 condemnà el jove a un any i mig de presó per un delicte contra l'autoritat, una multa de 360 euros per un delicte de lesions i una indemnització de 1.350 euros a l'agent lesionat. La sentència afirmà que l'acusat faltà «al respecte i la consideració deguts als agents» i provocà una empenta a l'agent, que li causà una contusió al dit petit de la mà que el feu estar de baixa durant uns quants dies. El relat, basat en la presumpció de veracitat de l'agent, no estimà com a pertinent el testimoni aportat per la defensa de l'acusat, ni la manca de voluntarietat en l'acció després de constatar que tant manifestant com caporal caigueren a terra fruit de les empentes de la gent. La defensa manifestà que interposaria un recurs d'apel·lació davant de l'Audiència Provincial de Barcelona.